# Konvicted
Konvicted är Akons andra soloalbum, släppt 2006. Det innehåller bland annat hitsinglarna "Smack That", "I Wanna Love You", "Don't Matter" och "Mama Africa". Flera kända gästartister medverkar på skivan, däribland Eminem, Snoop Dogg och Styles P.

## Låtlista
1. "Shake Down" - 3:52
2. "Blown Away" (feat. Styles P) - 3:29
3. "Smack That" (feat. Eminem) - 3:32
4. "I Wanna Love You" (feat. Snoop Dogg) - 4:07
5. "The Rain" - 3:27
6. "Never Took the Time" - 3:58
7. "Mama Africa" - 4:26
8. "I Can't Wait" - 3:47
9. "Gangsta Bop" - 4:06
10. "Tired of Runnin'" - 4:33
11. "Once in a While" - 3:58
12. "Don't Matter" - 4:53